# Władysław Pęgowski
Władysław Pęgowski, pisany również Pągowski herbu Sulima (ur. 18 września 1831 w Bieczu, zm. 8 grudnia 1881 w Wiedniu) – prawnik, sędzia, ziemianin, polityk konserwatywny, poseł do austriackiej Rady Państwa.
Ukończył gimnazjum w Krakowie. Studiował filozofię (1848-1850) a następnie prawo (1850-1853) na Uniwersytecie Jagiellońskim. Od 1853 pracował w sądownictwie galicyjskim, najpierw jako praktykant w Sądzie Krajowym w Krakowie. Potem  był auskultantem (1885-1860) i adiunktem sądowym (1861-1862) w Sądzie Obwodowym w Stanisławowie. Następnie adiunkt sądowy (1863-1867) w Sądzie Krajowym w Krakowie. W randze adiunkta był sędzią (1868) Sądu Powiatowego w Dobczycach w pow. wielickim. Sędzia Sądu Powiatowego w Pilznie (1868-1869) i Bochni (1870-1872) Następnie jako radca sądu krajowego był sędzią Sądu Obwodowego w Tarnowie (1872-1874) a potem sędzią Sądu Krajowego w Krakowie (1875-1881).
Ziemianin, właściciel majątku Sobolów w powiecie bocheńskim oraz dóbr Łącze Górne i Podolany. Politycznie związany z konserwatystami krakowskimi – stańczykami. Członek Rady Powiatowej w Pilznie (1870) z grupy gmin miejskich, członek Rady Powiatowej i Wydziału Powiatowego w Bochni (1871-1872) z grupy większej własności, następnie członek Rady Powiatowej w Tarnowie (1875). Członek Wydziału Kasy Oszczędności w Krakowie (1880-1881).
Poseł do austriackiej Rady Państwa VI kadencji (1 kwietnia 1880 – 8 grudnia 1881) wybrany w wyborach uzupełniających w kurii I (większej własności) z okręgu wyborczego nr 3 (Bochnia-Wieliczka–Brzesko) po rezygnacji Henryka Konopki. Po jego śmierci mandat objął Atanazy Benoe. W parlamencie austriackim był członkiem Koła Polskiego w Wiedniu, należąc do grupy posłów konserwatywnych stańczyków.

## Rodzina i życie prywatne
Urodził się w rodzinie ziemiańskiej, był synem Felicjana i Marii z Gumplowiczów. Ożenił się z Marią z Przybyłowiczów (zm. 1881), mieli  córkę. Zmarł tragicznie wraz z żoną podczas pożaru wiedeńskiego Ringtheater 8 grudnia 1881.